# Tatooine

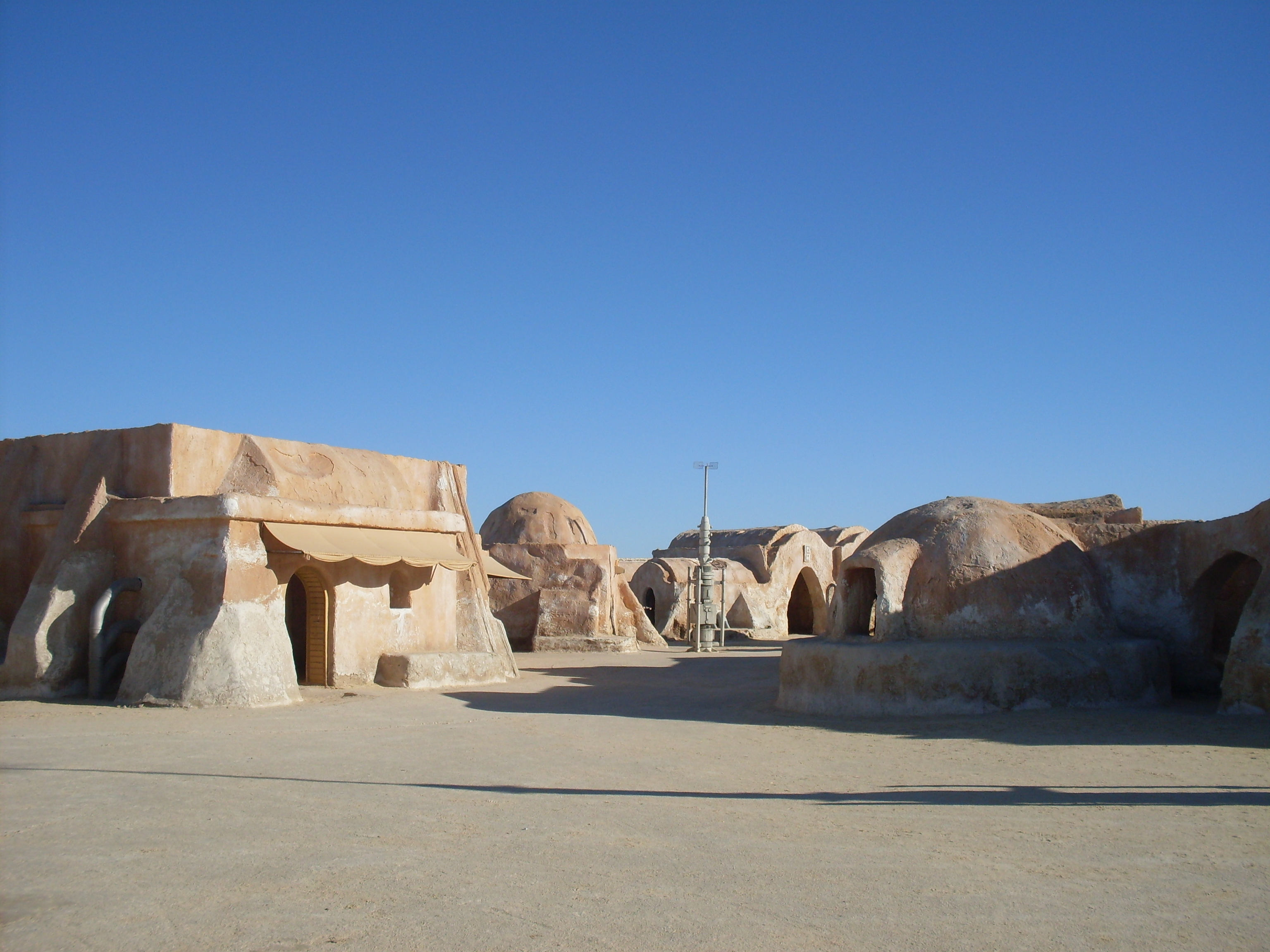
Ubicació del rodatge de la ciutat ficticia Mos Espa a prop de l'oasi de Tunísia Tozeur.

Tatooine és un planeta fictici de l'univers de La Guerra de les Galàxies. Aquest planeta té tres llunes i gira al voltant de dos sols bessons. És el planeta natal del personatge de La Guerra de les Galàxies Luke Skywalker. Existeix en la realitat un planeta de la Via Làctia que la seva semblança amb el planeta de la ficció Tatooine el portà al fet que els científics el nomenessin també Tatooine en honor seu, malgrat que més tard fou oficialment anomenat Kepler-16b.

## Ciutats
Mos Eisley és una ciutat del planeta Tatooine. En aquesta ciutat hi ha una Cantina, lloc on succeeixen diverses escenes en les pel·lícules de Star Wars, freqüentada per contrabandistes, inadaptats i caçadors de recompenses; és el lloc on Obi-Wan Kenobi i Luke Skywalker trobaren a Han Solo i a Chewbacca. Actualment existeix una cantina a Hollywood sota el nom de "Scum & Villainy Cantina", que imita la cantina de Mos Eisley de la pel·lícula.
Mos Espa és una ciutat del planeta Tatooine. És la ciutat natal d'Anakin Skywalker. Actualment els edificis utilitzats per fer les pel·lícules encara existeixen i se situen en un indret entre les dunes del desert de Tunísia.